# Martin Paasi
Aatos Martin Paasi, född 1972 i Helsingfors, är en finländsk ekonom och politiker (Samlingspartiet). Han är ledamot av Finlands riksdag sedan 2024 och han representerar Nylands valkrets. Pekka Toveri blev invald i Europaparlamentet 2024 och Paasi ersätter honom i riksdagen. Paasi blev 1997 ekonomie magister från Svenska handelshögskolan där han dessutom 1999 avlade CEFA-examen (Certified European Financial Analyst). Han har verkat bland annat som vd i olika finansbolag och som ekonomisk expert.
I riksdagsvalet 2023 blev Paasi suppleant i Nylands valkrets med 4 534 röster.